# Aalmoes

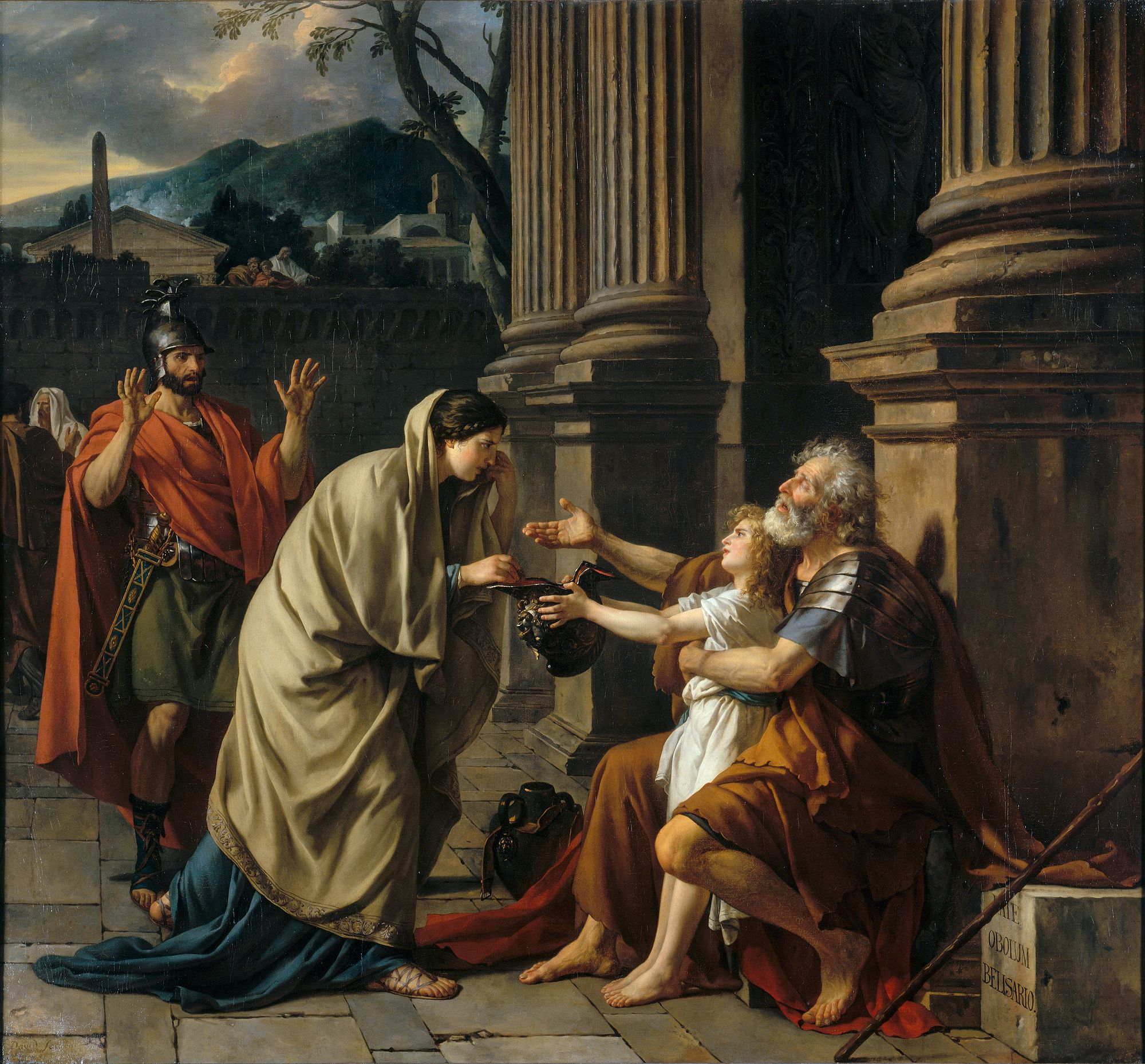
Belisarius vraagt om een aalmoes - schilderij door Jacques-Louis David (1781)

Een aalmoes of aalmoesgeving is een (meestal) vrijwillig gedane schenking/gift aan een behoeftige, vaak uit liefdadigheid, zonder dat de ontvanger daarvoor een tegenprestatie hoeft te leveren. In de praktijk komt het geven van aalmoezen vaak neer op het verlenen van materiële hulp in de vorm van geld, goederen of voedsel aan armen. Het woord is afgeleid uit het Oudgriekse ἐλεήμων (eleḗmōn), wat 'barmhartig' betekent.

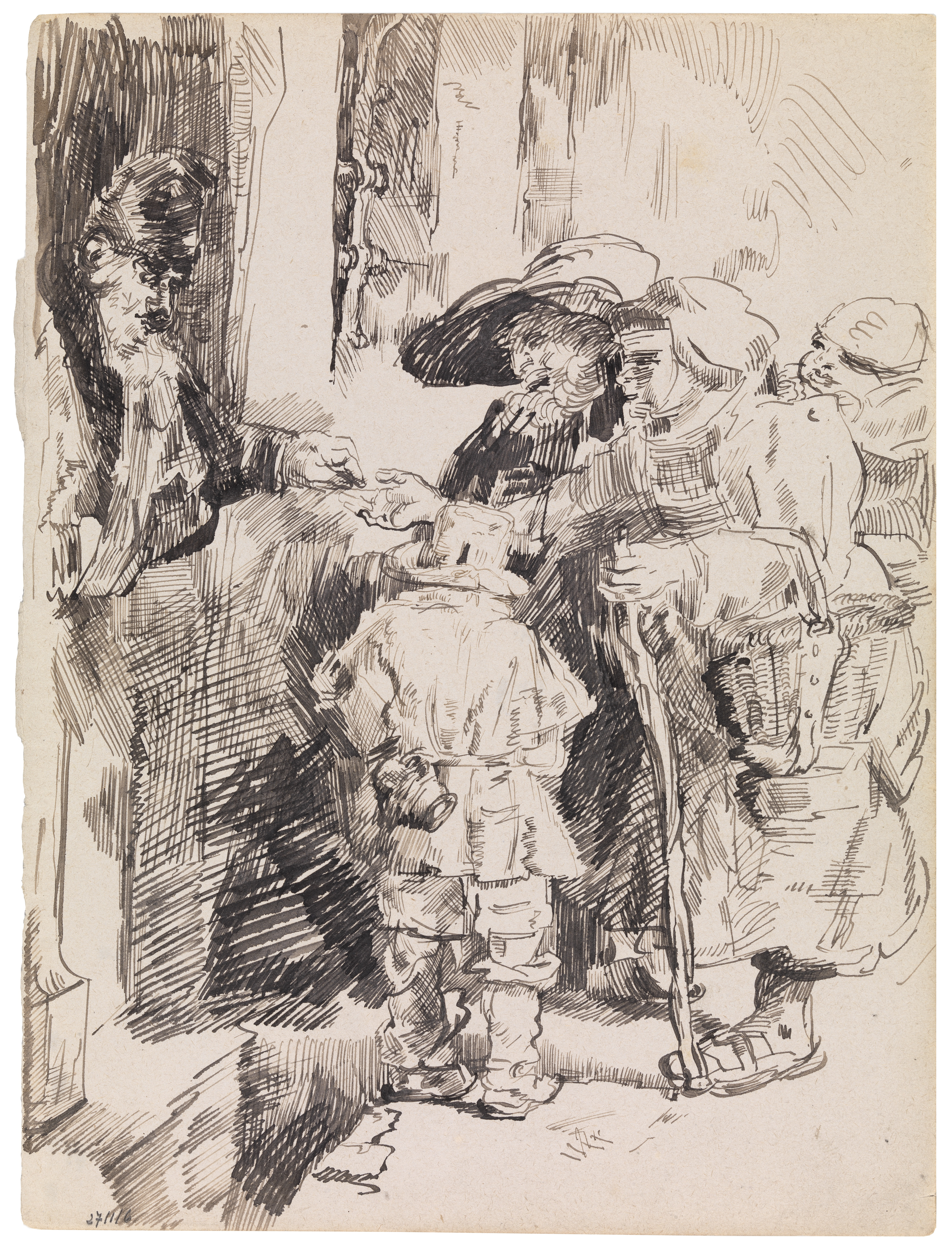
Bedelaars ontvangen een aalmoes aan een deur van een huis, door James Ensor, 1880, Koninklijk Museum voor Schone Kunsten Antwerpen

In vele godsdiensten wordt liefdadigheid beschouwd als een verplicht element van de geestelijke praktijk. Hoewel de praktische toepassingen verschillen, zijn bijvoorbeeld de islamitische en christelijke regels op aalmoes vrij gelijkaardig:
- Als u een aalmoes openlijk geeft, is het goed; maar als u het in het geheim doet en aan de armen geeft, is dat beter. (christendom, Matthéüs 6:2-4)
- In de islam is zakat, ofwel het geven van aalmoes, de derde van de vijf pijlers van de islam. In het algemeen is het verplicht om 2,5% van de besparingen en bedrijfsopbrengst, evenals 5-10% van oogst aan de armen weg te geven. De ontvangers omvatten berooiden, de werkende armen, zij die hun eigen schulden niet kunnen dragen, gestrande reizigers, en anderen die hulp behoeven.

Hoewel de regels van aalmoesgeving in christendom minder duidelijk omlijnd zijn dan die van islam, wordt geven aan de armen ook voor christenen beschouwd als een plicht, dat was zeker zo in het verleden.
In de Joodse traditie, is de liefdadigheid secundair aan tsedaka.
Het woord aalmoes kan ook een pejoratieve betekenis hebben, in de zin van 'een vernederend gebaar, een gift of gunst die vanuit de hoogte wordt toegeworpen'.